# Minnesota Glacier
Minnesota Glacier är en glaciär i Antarktis. Den ligger i Västantarktis. Chile gör anspråk på området. Minnesota Glacier ligger 207 meter över havet.
Terrängen runt Minnesota Glacier är platt. Trakten är obefolkad. Det finns inga samhällen i närheten.